# Будапештская улица (Санкт-Петербург)
Будапе́штская у́лица — улица во Фрунзенском районе Санкт-Петербурга. Проходит от улицы Фучика за Малую Балканскую улицу до гаражей.

## История
Имя улице было присвоено 16 января 1964 года в честь столицы ВНР Будапешта. В 1965 году введены в эксплуатацию два панельных пятиэтажных дома 502 серии на пересечении с Альпийским переулком. В 1966 году был построен панельный девятиэтажный дом 50-й серии 1ЛГ-602. В 1976 году на улице был возведён 15-этажный дом серии 1ЛГ-606М под номером 98.
В 1966 году на Будапештской улице, 31, корпус 1, поселилась певица Э. С. Пьеха, она прожила здесь до 1970 года.
В июне 2014 года на пересечении с проспектом Славы было закончено строительство надземного пешеходного перехода, получившего название Краб.
В 2022 году прошел капитальный ремонт конечного участка Будапештской улицы от Малой Балканской улицы до гаражей. Проезжую часть расширили до четырех полос, сделали разворотное кольцо и оборудовали тротуары.

## Объекты инфраструктуры
- д. 3: НИИ Скорой помощи им. И. И. Джанелидзе[6] 59°52′27″ с. ш. 30°21′48″ в. д.HGЯO
- д. 11: универсам «Пятёрочка»
- д. 12: Детский сад № 91
- д. 19: универсам «Пятерочка»
- д. 20: «Городская поликлиника № 44»
- д. 33: универсам «Пятерочка»
- д. 46: аптека «Невис»
- д. 53: универсам «Технолог»
- д. 63: «Городская поликлиника № 78»
- д. 69: «Государственная стоматологическая поликлиника № 29»
- д. 71: универсам «Магнит»
- д. 87: аптека «Невис»
- д. 92: ресторан быстрого питания Burger King
- д. 93: средняя общеобразовательная школа № 365
- д. 94: универсам «Пловдив»
- д. 97: универсам «Семишагофф»
- д. 103: дом-стакан

## Жилые постройки
Самые старые дома улицы были заселены в 1965 году, они относятся к 502 серии (панельные пятиэтажки) и находятся на углу с Альпийским переулком. Панельные девятиэтажки представлены двумя сериями 504 и 602. 14-этажный дом (№98к1) относится к серии 606М. В постсоветское время были построены 16-этажный дом под номером 83 (2004 год), 26-этажный под номером 102 (на месте бывшего кинотеатра «Балканы» и имеющий одноимённое название, 2019 год), а также две 20-этажные башни под номером 2, соединённые общим первым этажом, (2019 год).
С 1966 года в доме 38, корпус 4 жили писатели Глеб Алёхин-Масловский, Сергей Давыдов, Александр Пунчёнок, Виктор Голявкин.

## Озеленение
Между домами 62 и 66 расположен сквер, который с октября 2017 года называется Альпийским. Внутри сквера располагается пруд Ивовый, который представляет собой старицу реки Волковки.

## Расположение
Будапештская улица пересекает или граничит со следующими проспектами, улицами и переулками:
- улица Фучика — Будапештская улица примыкает к ней.
- улица Турку — пересечение.
- улица Белы Куна — примыкание.
- проспект Славы — пересечение.
- Альпийский переулок — пересечение.
- улица Димитрова — пересечение.
- Малая Каштановая аллея — пересечение.
- Пловдивская улица — пересечение.
- Дунайский проспект — пересечение.
- улица Ярослава Гашека — пересечение.
- Шипкинский переулок — пересечение.
- улица Олеко Дундича — пересечение.
- Малая Балканская улица — пересечение.

## Транспорт
| Пересечения/Примыкания      | Автобусы                                                    | Троллейбусы        | Трамваи | Маршрутки                  |
| --------------------------- | ----------------------------------------------------------- | ------------------ | ------- | -------------------------- |
| улица Фучика                | 59, 74                                                      | 36, 39             | -       | ТРЦ РИО - м. Международная |
| улица Белы Куна/улица Турку | 12, 31, 59, 74, 95, 159                                     | 35, 36, 39         | -       | ТРЦ РИО - м. Международная |
| проспект Славы              | 11, 31, 59, 74, 114, 116, 141, 159, 225, 239, 246, 282, 288 | 26, 27, 29, 35, 39 | -       | -                          |
| Альпийский переулок         | 74, 159, 225, 246, 282, 288                                 | 39                 | -       | -                          |
| улица Димитрова             | 54, 74, 157, 159, 225, 246, 253, 282, 288                   | 39                 | 25, 43  | -                          |
| Малая Каштановая аллея      | 54, 159, 225, 253, 282, 288                                 | 39                 | -       | -                          |
| Пловдивская улица           | 54, 159, 225, 253, 282, 288                                 | 39                 | -       | -                          |
| Дунайский проспект          | 53, 54, 159, 197А, 225, 253, 282, 288, 326                  | 39                 | -       | -                          |
| улица Ярослава Гашека       | 53, 54, 56, 159, 225, 253, 282, 288                         | 39, 47             | 45, 62  | -                          |
| улица Олеко Дундича         | 50, 54, 56, 74, 96, 157, 159, 225, 326                      | 47                 | -       | -                          |
| Малая Балканская улица      | 50, 54, 56, 74, 157, 159, 225, 326                          | 47                 | -       | -                          |